# Храм Доу Му Гун

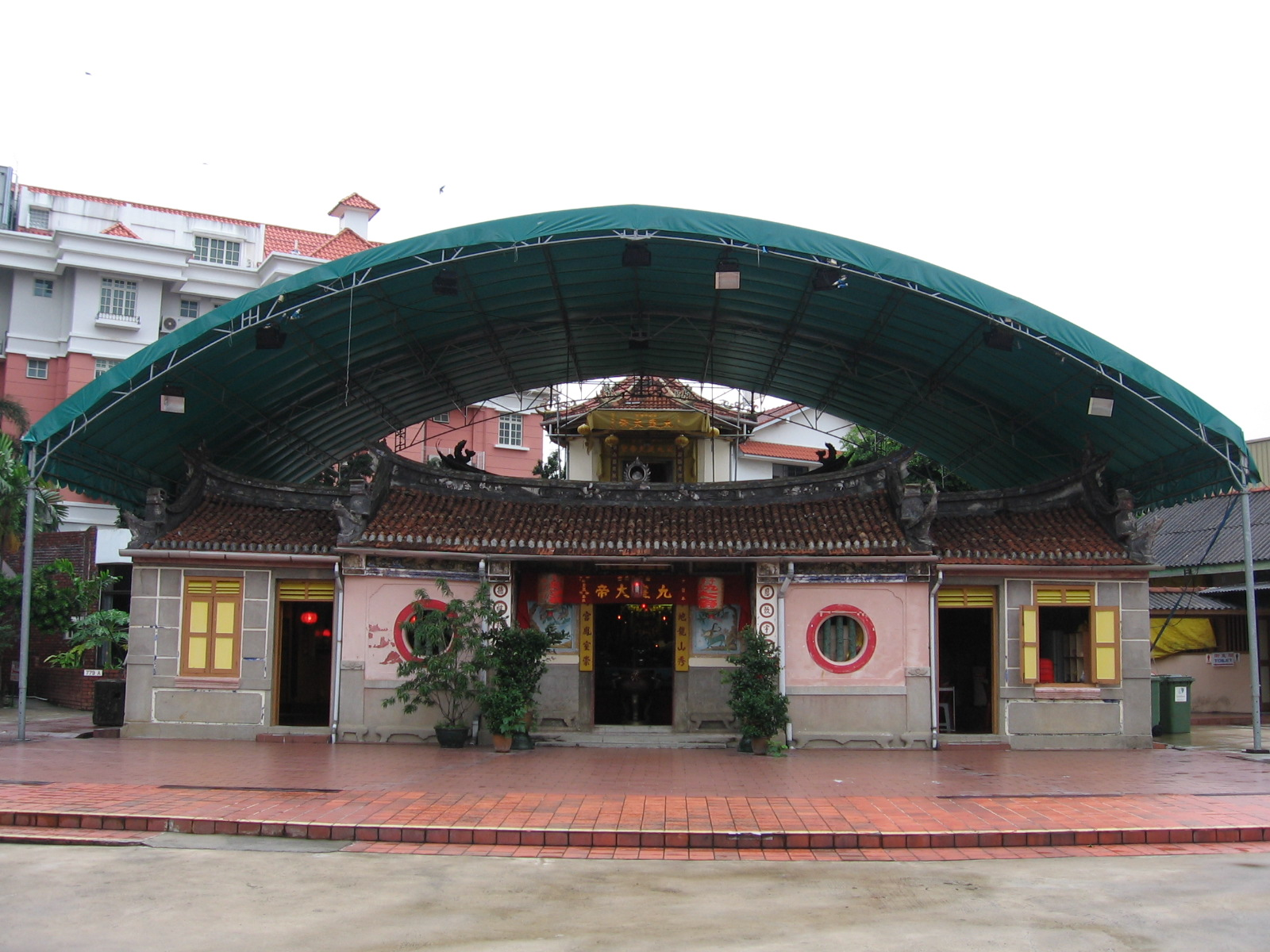
Храм Доу Му Гун

Храм Доу Му Гун (китай.: 斗母宫) — даосский храм, расположенный в районе Серангун в Сингапуре. Место поклонения Доу Му (斗母) и Девятому императору (九皇大帝), даосским и буддийским божествам. По всему Китаю существует множество других храмов, посвящённых Доу Му (к примеру на горе Тайшань).

## История
Храм был построен в 1921 году Он Чу Ви (Ong Choo Wee). В нём проводили ритуалы для народности Чаожу. До 1998 года это был один из двух храмов в Сингапуре с представлениями китайской оперы во время религиозных и других фестивалей.
14 января 2005 года храм был объявлен национальным историческим памятником Сингапура.